# Estación Las Armas
Las Armas es una estación ferroviaria ubicada en la ciudad homónima, en el partido de Maipú, Provincia de Buenos Aires, Argentina.

## Servicios
Es una estación intermedia del ramal entre la estación Constitución de la ciudad de Buenos Aires con la estación Mar del Plata. Los servicios de Trenes Argentinos Operaciones prestan parada en esta estación.
Sus vías e instalaciones están a cargo de la empresa estatal Trenes Argentinos.